# Jaromír Ředina
Jaromír Ředina (* 14. července 1941) je bývalý československý fotbalový brankář.

## Fotbalová kariéra
V československé lize hrál za Spartak Motorlet Praha a Bohemians Praha. Za reprezentaci do 21 let nastoupil v 8 utkáních.
Po Václavu Kojeckém byl dalším prvoligovým brankářem, který začínal v Tlumačově na Zlínsku. Dále nastupoval za Jiskru Otrokovice, Duklu Uherské Hradiště a Spartak Uherské Hradiště. Byl také hráčem Dukly Praha.

## Ligová bilance
| Ročník                                   | Zápasy | Góly | Minuty | Nuly | Klub                   |
| ---------------------------------------- | ------ | ---- | ------ | ---- | ---------------------- |
| 1. československá fotbalová liga 1963/64 | 16     | 0    | 1 356  | 0    | Spartak Motorlet Praha |
| 1. československá fotbalová liga 1964/65 | 10     | 0    | 672    | 1    | Bohemians Praha        |
| 2. československá fotbalová liga 1965/66 | –      | 0    | –      | –    | Bohemians Praha        |
| 1. československá fotbalová liga 1966/67 | 14     | 0    | 1 153  | 3    | Bohemians Praha        |
| 1. československá fotbalová liga 1967/68 | 23     | 0    | 2 035  | 2    | Bohemians Praha        |
| CELKEM                                   | 63     | 0    | 5 216  | 6    |                        |